# Équipe d'Angleterre féminine de football des moins de 19 ans
Cet article traite de l'équipe féminine. Pour l'équipe masculine, voir Équipe d'Angleterre des moins de 19 ans de football.
Maillots
L’équipe d'Angleterre de football féminin des moins de 19 ans est la sélection des joueuses anglaises de moins de 19 ans représentant leur nation lors des compétitions internationales de football, sous l'égide de la Football Association.

## Parcours

### Parcours en Coupe du monde
La compétition est passée en catégorie des moins de 20 ans à partir de 2006.
- 2002 : Quart-de-finaliste
- 2004 : Non qualifiée

### Parcours en Championnat d'Europe
- 1998 : Non qualifiée
- 1999 : Non qualifiée
- 2000 : Non qualifiée
- 2001 : Non qualifiée
- 2002 : Demi-finaliste
- 2003 : Demi-finaliste
- 2004 : Non qualifiée
- 2005 : Phase de groupes
- 2006 : Non qualifiée
- 2007 :  Deuxième
- 2008 : Phase de groupes
- 2009 :  Championne
- 2010 :  Deuxième
- 2011 : Non qualifiée
- 2012 : Phase de groupes
- 2013 :  Deuxième
- 2014 : Phase de groupes
- 2015 : Phase de groupes
- 2016 : Non qualifiée
- 2017 : Phase de groupes
- 2018 : Non qualifiée
- 2019 : Phase de groupes
- 2020 - 2021 : Editions annulées
- 2022 : Phase de groupes
- 2023 : Non qualifiée
- 2024 : Demi-finaliste